# Chó Pinscher Áo
Chó Pinscher Áo, (còn gọi là Österreichischer Pinscher, theo FCI No. 64) là một giống chó có kích thước trung bình của loại chó Pinschern có nguồn gốc từ Áo, nơi những con chó thuộc loại này ban đầu được sử dụng làm chó nông trại, giữ kho thóc khỏi sự phá hoại của chuột và hoạt động như lính gác nhà, giám hộ chăn nuôi và chó lùa gia súc. Tên ban đầu được đưa ra cho giống vào năm 1928 là Österreichischer Kurzhaarpinscher (Chó lông ngắn Pinscher Áo) để phân biệt nó với các giống có tên tương tự, nhưng ngày nay ở nước xuất xứ giống này được gọi chính thức là Österreichischer Pinscher hoặc Pinscher Áo trong tiếng Anh.

## Xuất hiện
Giống như những giống chó trang trại khác được nuôi dưỡng thay vì nuôi thú cưng hoặc cho mục đích trình diễn, ngoại hình của giống chó này có thể bị thay đổi rất nhiều, mặc dù đương nhiên rằng giống có một tiêu chuẩn giống xác định. Nói chung, Chó Pinscher Áo là một giống chó mạnh mẽ và cường tráng, với số đo nằm trong khoảng từ 33 đến 48 cm (từ 13 đến 19 inch) tính từ các bả vai. Loài này có tai như cái nút và đầu được mô tả giống như một quả lê. Bộ lông hai lớp với chiều dài lông từ ngắn đến trung bình, có nhiều màu như vàng, đỏ hoặc đen và nâu, thường có các mảng trắng trên mặt, ngực, bàn chân và đầu đuôi. Đuôi dài được dựng lên cao, khiến những con chó của giống chó này trông rất sống động và điềm tĩnh. Chúng có hình dáng có vẻ nặng hơn, gồ ghề và dáng hình tương tự chữ nhật hơn so với Chó Pinscher Đức.